# Stepowe (rejon basztański)
Stepowe (ukr. Степове, do 2016 Radhospne, ukr. Радгоспне) – osiedle na Ukrainie, w obwodzie mikołajowskim, w rejonie basztańskim, w hromadzie Szyroke. W 2001 liczyło 229 mieszkańców, spośród których 206 wskazało jako ojczysty język ukraiński, 6 rosyjski, a 17 ormiański.